# Тупољев АНТ-25
Тупољев АНТ-25 РД, (рус. Туполев АНТ-25 РД), је једномоторни вишенаменски авион на клипно елисни погон руског произвођача Тупољев намењен обарању ваздухопловних рекорда (ознака РД = рекорд даљине). Први лет прототипа био је 22. јуна 1933. године.

## Пројектовање и развој
Историја овог авиона почиње 7. децембра 1931. године, када је на предлог министра одбране К. Е. Ворошилова донета одлука да се направи специјални авион за велике даљине. Првобитан назив пројекта је био „РД“ = рекорд даљине, да би касније преименован у АНТ-25. Авион АНТ-25 је развијен током 1932, у институту ЦАГИ одељење за експерименталне авионе. Пројект је рађен у тиму П.O. Сухој. под руководством А. Н. Тупољев-а Авион је првенствено пројектован као експериментални са циљем да се помоћи њега оборе неки светски рекорди или остваре до тада не остварени летови. Пробни лет је обавио 22. јуна 1933. године пробни пилот М. М. Громов. Авион је био без опреме, са мотором М-34 и дрвеном елисом. Пошто се у току испитивања авион показао као добар настављено је његово даље побољшавање. Мотор је замењен мотором Микулин М-34Р снаге 900 KS, уграђена је трокрака метална елиса и опремљен свим потребним уређајима за сигуран лет у свим могућим метео условима и било ком делу дана или ноћи. Крила авиона су била офарбана црвеном бојом па је по томе авион добио популаран назив „Црвена Крила“, (рус. "КРАСНЫЕ КРЫЛЬЯ").

### Технички опис
Авион Тупољев АНТ-25 је нискокрилни, једнокрилни авион металне конструкције са једним клипно елисним, водом хлађен линијским мотором, који је постављен у носу авиона. Мотор је имао трокраку металну елису са фиксним кораком и системом за одмрзавање. На прототипу АНТ-25 је уграђен мотор Микулин АМ-34, V-распореда са 12 цилиндара, снаге 760 KS (касније замењен мотором М-34Р снаге 900 KS). Мотор је имао специјални расхладни систем који му је омогућавао рад на веома ниским температурама. Авион има увлачећи стајни трап са две основне ноге, на коју су постављена по два точка „близанци“, смештана испод крила авиона. Точкови су се увлачили у крило авиона до половине пречника. Трећа ослона тачка је не увлачећи точак која се налази на репу авиона. У крила авиона су били смештени резервоари за гориво и уље за подмазивање. Укупна количина горива која се могла сместити у резервоаре, који су се простирали скоро целом дужином крила износила је импресивних 6.100 kg а уља 350 kg. Крила су била трапезастог облика са заобљеним врхом а авион је због веома великог распона јако подсећао на једрилицу. Крила, кормило правца и хоризонтални стабилизатори су били металног костура пресвучена платном. Изузетна аеродинамичка форма крила и авиона је омогућила да авион понесе толику количину горива а тиме и постигне толико велики долет. Захваљујући томе унутрашњи простор трупа авиона био је ослобођен за смештај хране, врећа за спавање, шаторе, ранчеве, скије и другу опрему која је била неопходна уколико дође до принудног слетања. Труп авиона се састојао из два дела, предњи који је направљен из једног дела и обухвата све до задње ивице крила, и репног дела који садржи део трупа и реп са кормилима. Репни део трупа је елипсастог попречног пресека. На предњој страни трупа се налази мотор који је противпожарном преградом одвојен од кабине у којој има простора за смештај трочлане посаде. Труп је металне конструкције а оплата је од алуминијумског лима причвршћена закивцима за костур авиона. Посада је смештена у посебну затворену кабину опремљену системом за грејање, авион је имао и опрему (ваздушне бисаге-балоне за надувавање од гумираног платна) која га је одржавала на води у случају принудног атерирања на површину мора. АНТ-25 је био опремљен у то време најсавременијом навигационом опремом: авио-хоризонтом, жиро-магнетним компасом, жиро-компасом, радио-компасом, авио-секстантом и соларним показивачем правца. Радио опрема је омогућавала комуникацију са авионом до 5.000 km удаљености.

## Оперативно коришћење
Укупно је произведено 3 примерака авиона АНТ-25. Један 1933. године, други 1934. године а трећи 1989., као верна копија овог авиона направљена за музеј. Сва ова три авиона су произведена у Вороњешкој фабрици авиона. За историју светског ваздухопловства а нарочито Совјетског, овај авион је веома значајан. Овим авионом је направљено неколико значајних летова и притом оборени су неки од светских рекорда.
- У септембру 1934 - постављен је рекорд за прелет растојања од 12.411 km и рекорд у трајање лета по затвореној кружној путањи од 75 часова (командант посаде - М. Громов[6]). Овај светски рекорд није оборен годинама, иако је у међувремену развој авијације био енорман.
- У периоду од 20 до 22.јула 1937. године, авион АНТ-25 са посадом Валериј П. Чкалов[7] пилот, Георгиј Ф. Бајдуков[8] копилот и Александар В. Бељаков[9] навигатор обавили су непрекидан лет од Москве преко Северног Леденог Океана, Камчатке, циљ је био Николаевска на Амуру који није достигнут због јаке кише и магле па је авион слетео на острво УДД (које је касније добило име по Чкалову), прелетевши укупно 9.374 km за 56 сати и 20 мин.[10] Иако по својим карактеристикама овај лет ни по чему није био изутетан, није оборен ни један светски рекорд, представљао је изузетан подвиг јер је лет обављен у изузетно тешким климатским условима и демонстрирао несвакидашњу издржљивост посаде која је за овај подухват проглашена Херојима Совјетског Савеза. Захваљујући овом лету совјетски стручњаци су решили проблем залеђивања елисе и почели су да се баве проблемом одмрзавања појединих делова авиона.
- Екипа у истом саставу (Чкалов, Бајдуков и Бељаков) су од 18 до 20. јуна 1937. године обавили непрекидан лет авионом АНТ-25 на релацији Москва-Северни пол-Ванкувер (САД-држава Вашингтон) прелетевши 8.504 km по правој линији, међутим због олује они су морали да скрену са праволинијске путање и тако преваливши 9.130 km, слетели су након 63 сата и 25 минута лета.[11] Овај лет је јако значајан за развој ваздухопловства, јер је утро пут развоју ваздушног саобраћаја преко Арктика.
- Од 12 до 14. јула 1937. године АНТ-25 са посадом (Громов,[12] Јумашев и Данилин) су прелетели маршруту Москва-Северни пол-Сан Јакинто (Калифорнија - САД) оборивши светски рекорд у дужини лета у једном правцу 10.148 km.[13]

На основу искустава са авионом АНТ-25 направљена је војна верзија овог авиона која је имала ознаку ДБ-1 (АНТ-36) и био је бомбардер дугог домета.

## Сачувани примерци
Примерак авиона АНТ-25 се чува у музеју у граду Чкалову од 1956. године а копија авиона АНТ-25 саграђена 1989. године у Вороњешкој фабрици авиона налази се у Музеју војне авијације Русије у граду Монино.

## Земље које су користиле овај авион
- СССР